# أكونيت أنتورا
الأكونيت أنتورا أو الماشو  (باللاتينية:Aconitum anthora )، المعروف أيضًا بإسم الأنتورا، أو الراهب الأصفر، أو الذئب الشافي(healing wolfsbane)، هو نوع من النباتات المزهرة الصفراء من جنس الأكونيت أو الآقونيطن من الفصيلة الحوذانية.

## الوصف النباتي
أزهار الأكونيت أنتورا صفراء اللون ، كأسيتها العليا خوذة الشكل المحذب. كان جذعه يستعمل في الماضي  كمضاد لسم أنواع  الأكونيت الأخرى والتي يدعى واحد منها ب تورا(Thora)، و مضاد لسم أنواع الحوذان.لا يزال جذره يستعمل في بعض المناطق الأوروبية حتى الان.

## الموطن

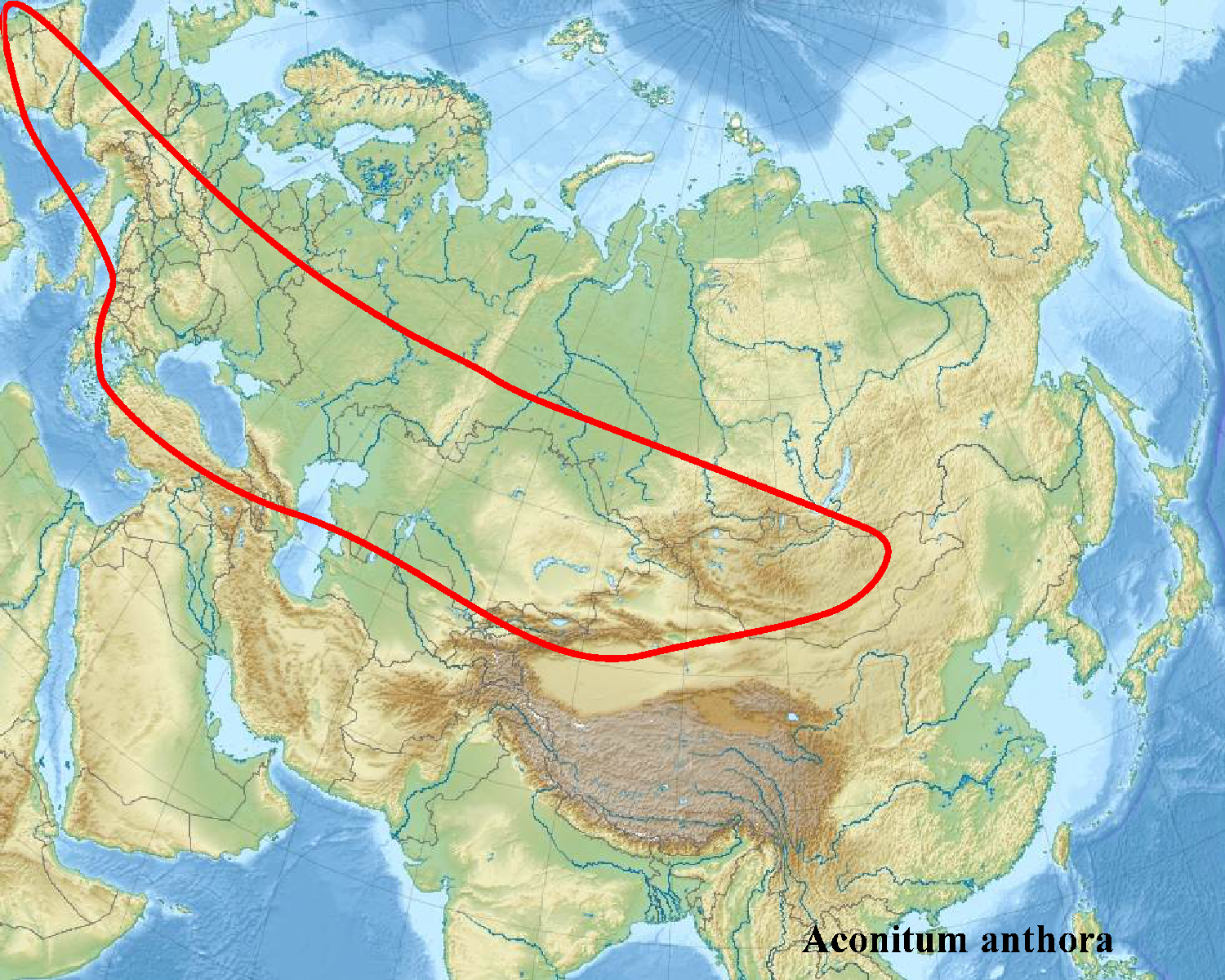
خريطة توزيع الأكونيت /أكونيت أنتورا

ينتشر موطنه الأصلي على نطاق واسع، ولكن بشكل رئيسي في الجبال الأوروبية، مثل جبال الألب والكاربات، والأجزاء الشمالية من آسيا. ومثل جميع أنواع الأكونيتوم، يتميز بتنوع كبير، بسبب العزلة والتهجين. وبسبب هذا التعدد الشكلي، يُدرج الأكونيتوم أنتورا في مجموعة الأكونيت فولباريا.

## الموسم
يزهر من يوليو إلى سبتمبر.

## أصل التسمية
ينبع اسم أنتورا أو "ضد ثورا" من السمعة التاريخية التي مفادها أن الجذر الدرني لهذا النبات كان بمثابة ترياق جيد للسموم ضد دورونيكوم بارداليانشزDoronicum) pardalianches)، وهو نبات شديد السمية للماشية والبشر، حيث أن حتى الجرعات الصغيرة منه قد تكون قاتلة.

## الاستخدام الطبي
يحتوي جذر النبات على كمية كبيرة من الأملاح المتطايرة والزيوت العطرية، بينما تحتوي الأوراق والسيقان على قلويدات ثنائي التربينويد. وقد استُخدم خارجيًا لعلاج الروماتيزم والألم العميق، ولكنه قد يُهيّج الجلد. داخليًا، استُخدم لعلاج ضعف النبض، والسموم النباتية  ونزلات البرد المصحوبة بالحمى، والالتهاب الرئوي، والتهاب الحنجرة، وأمراض القلب، والسكتة القلبية.

## معرض الصور

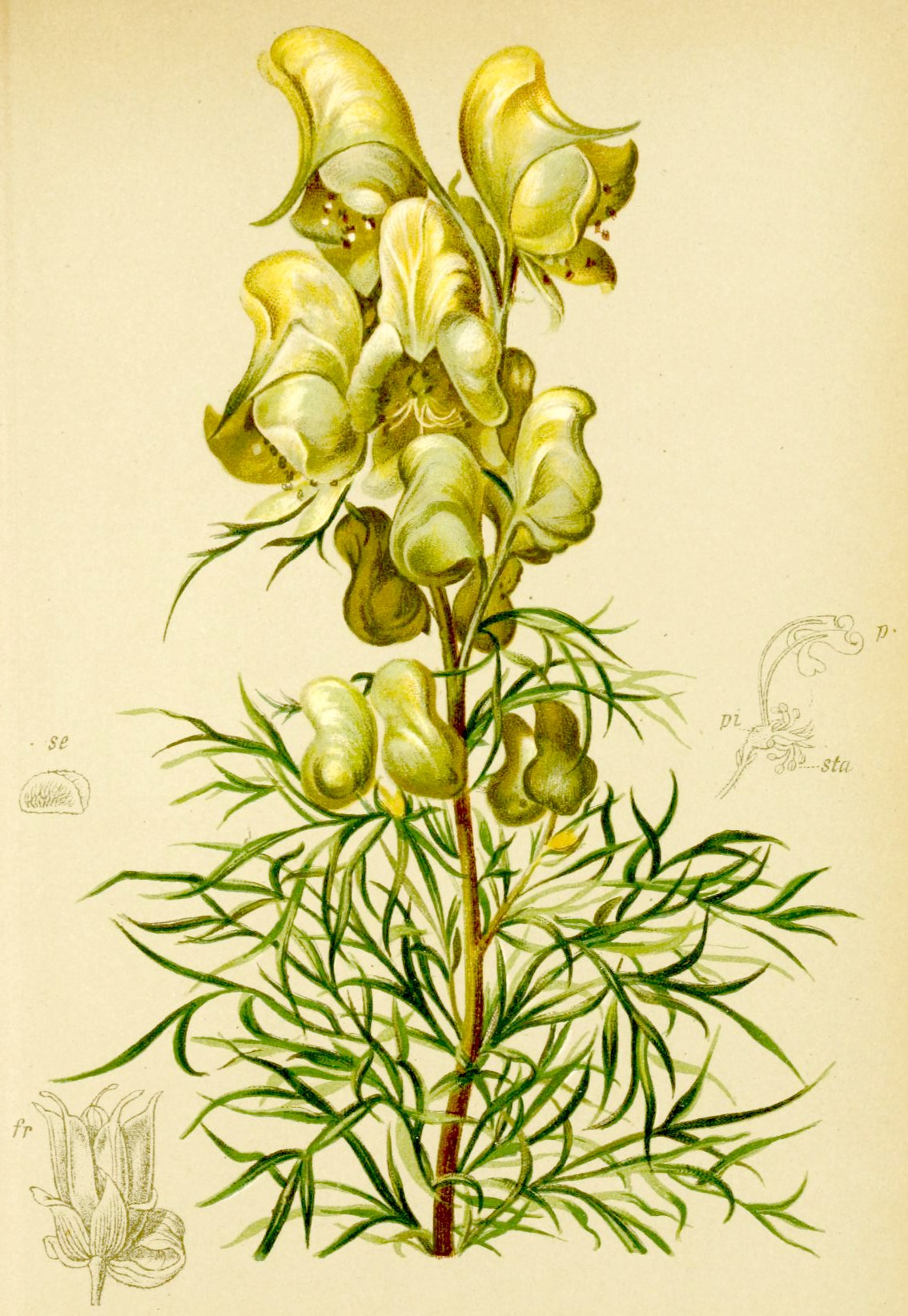
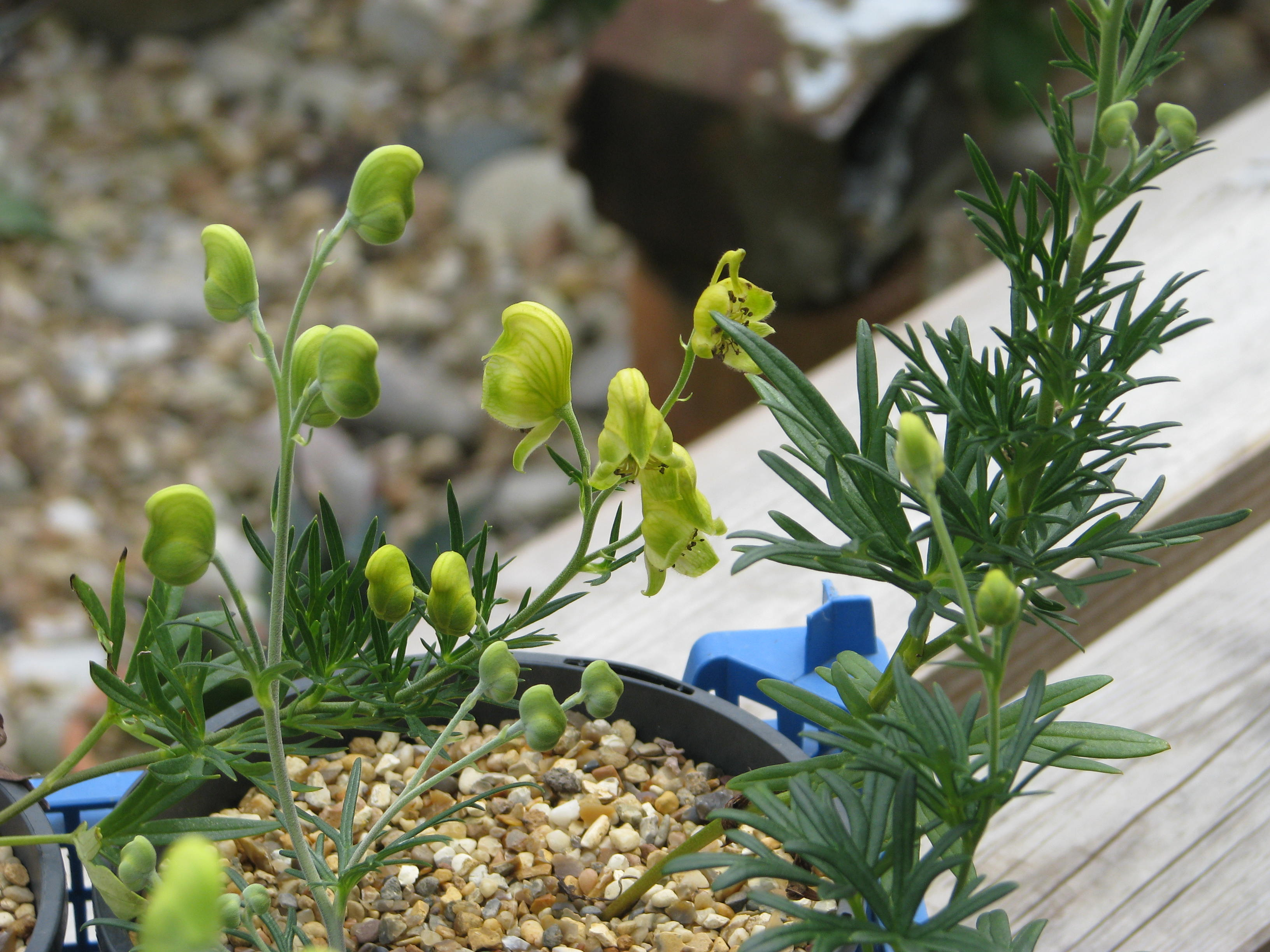
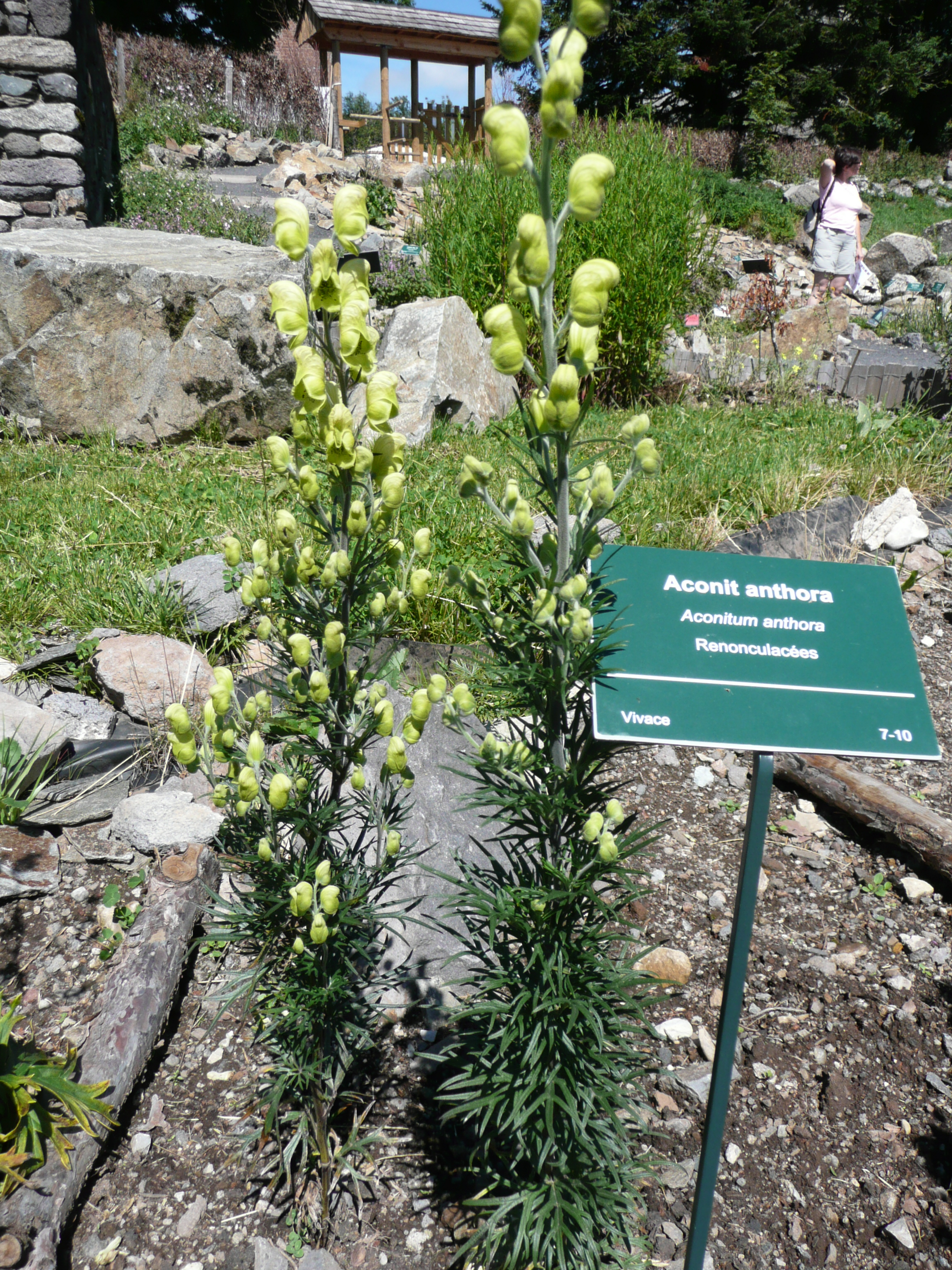
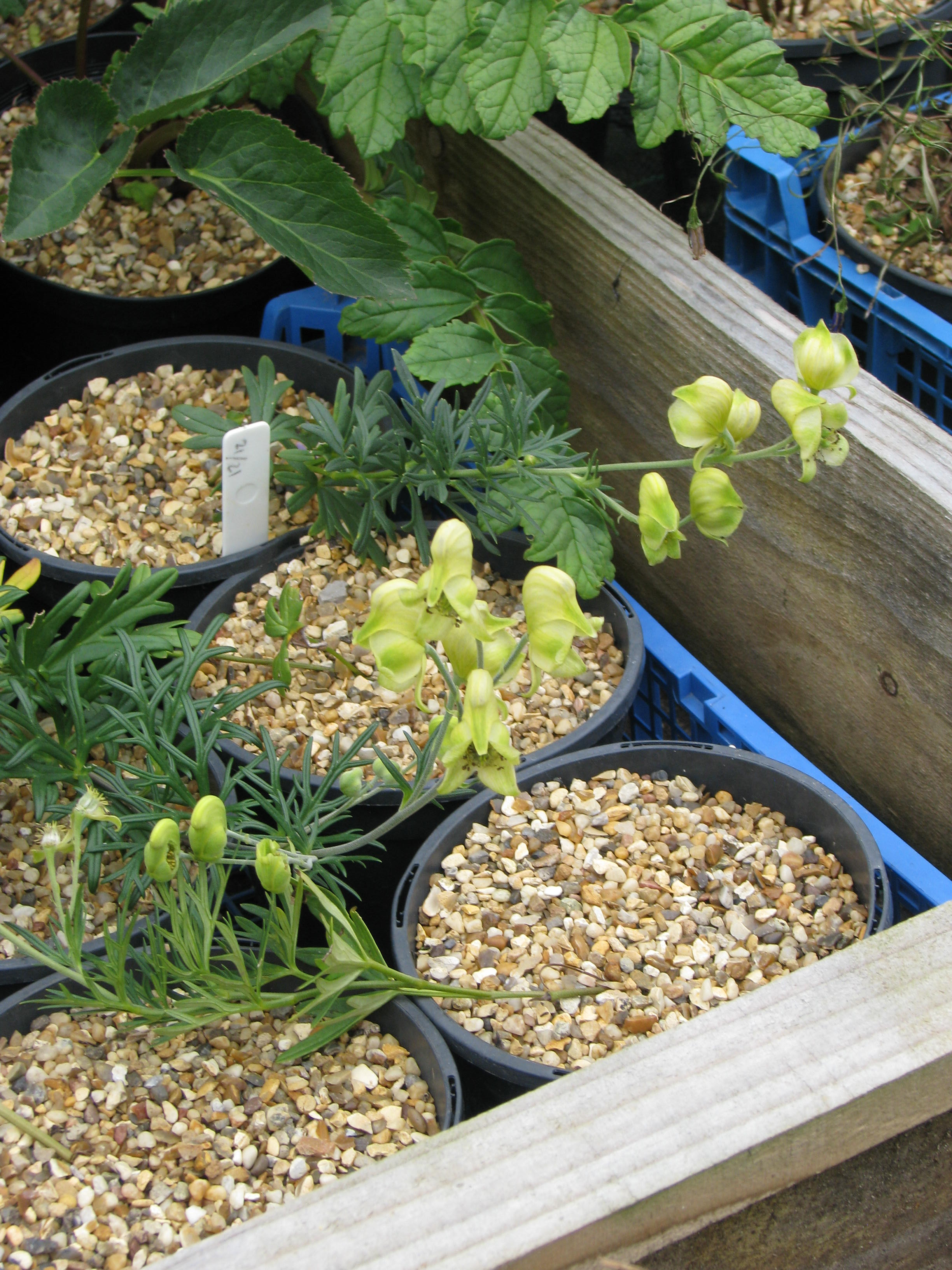
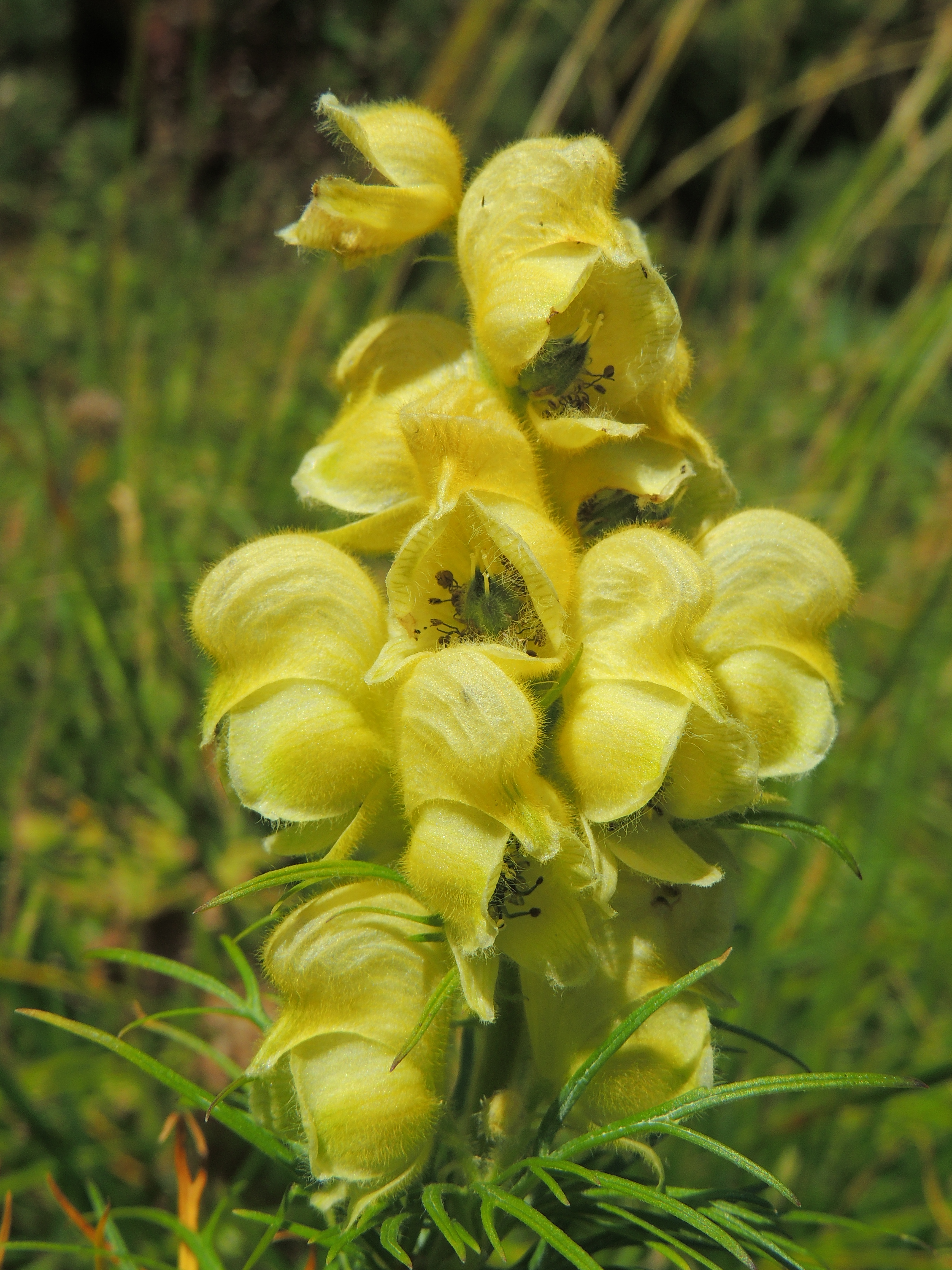
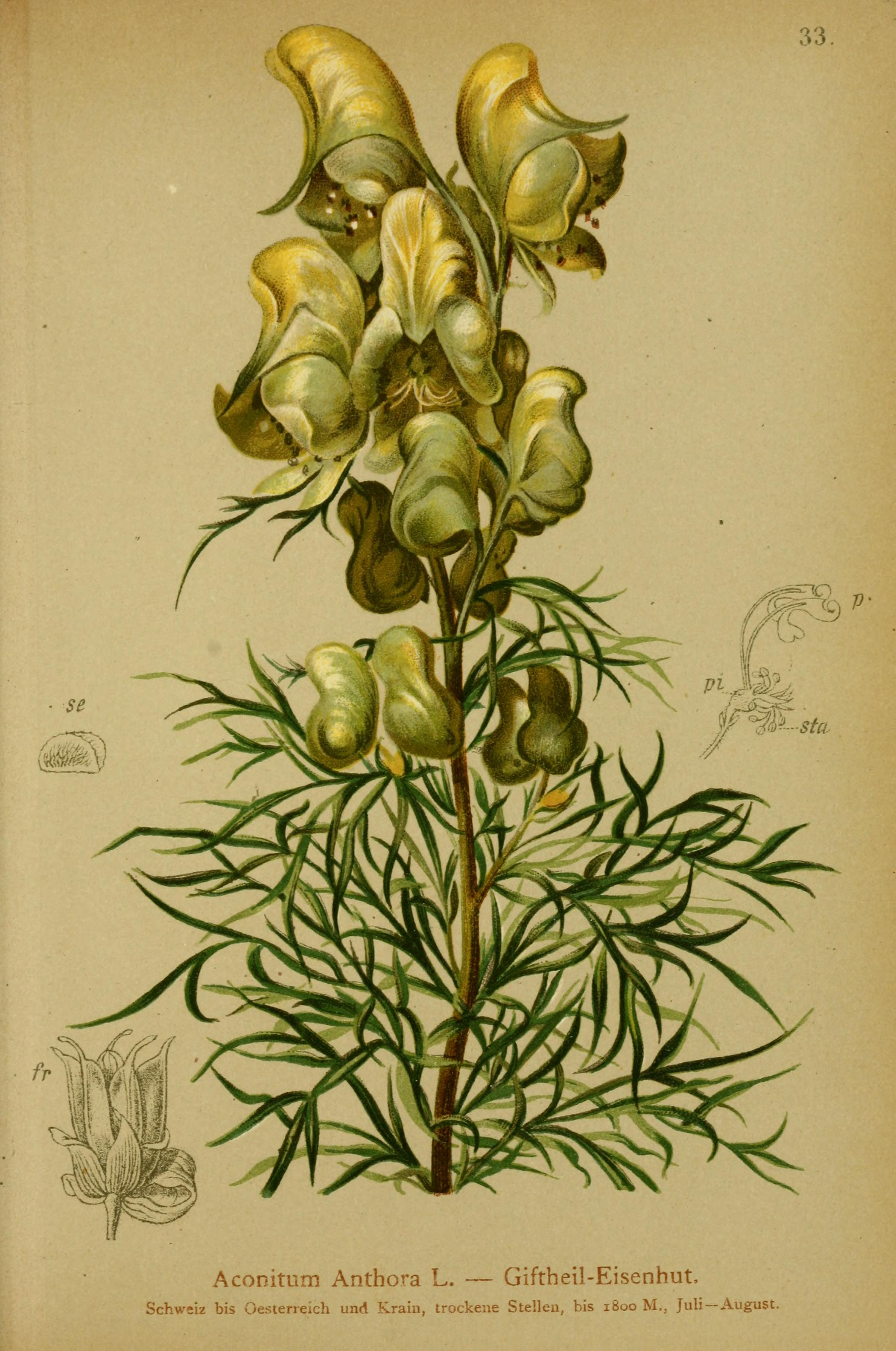

## أنواع أخرى للأقونيطن
- الأكونيت هلهل